# Peter von Schaumberg
Peter von Schaumberg   (Wasserschloss Mitwitz, 22 de febrer de 1388 - Dillingen an der Donau, 12 d'abril de 1469) fou un cardenal bavarès.

## Biografia
Membre d'una família noble alemanya, era fill de Georg von Schaumberg i Elizabeth von Schweinshaupten.
Primer va assistir a l'escola de la catedral de Würzburg i el 1409 a la Universitat de Heidelberg. A partir de 1419, va anar a la Universitat de Bolonya, on va estudiar dret.
Després d'acabar els estudis, va marxar a Roma, on va ser nomenat camarlenc papal, cubicularium papal i membre de la família papal. El 1420 esdevingué jutge i canonge del capítol de la catedral de Würzburg. Va ser vicari general de l'arxidiòcesi de Bamberg del 1422 al 1424 i ardiaca del capítol de la catedral de Bamberg el 1423.
El 27 de febrer de 1424 va ser nomenat bisbe d'Augsburg. Es va posar al servei dels emperadors Segimon I i Albert II i es va implicar així en els principals esdeveniments polítics del seu temps, en particular es va distingir per arribar a un acord de pau en la guerra contra els hussites.
Va ser nomenat cardenal prevere pel papa Eugeni IV al consistori del 18 de desembre de 1439 i va rebre el títol de cardenal de San Vitale el 8 de gener de 1440, mantenint la seu d'Augsburg fins a la seva mort. Com a cardenal, no va participar en cap dels conclaves del seu temps (1447, 1455, 1458 i 1464).
Va morir al castell de Dillingen el 12 d'abril de 1469 i va ser enterrat a la catedral d'Augsburg. La seva tomba va ser profanada pels protestants al segle XVI.